# Vilfredo Pareto

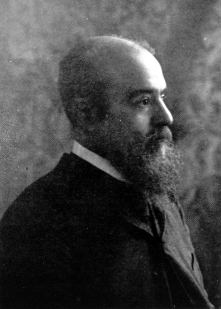
Vilfredo Pareto

Markiz Vilfredo Federico Damaso Pareto (ur. 15 lipca 1848 w Paryżu, Francja, zm. 19 sierpnia 1923 w Céligny, Szwajcaria) – włoski ekonomista i socjolog. Był współtwórcą tzw. „lozańskiej szkoły w ekonomii”. Od 1893 roku był profesorem Uniwersytetu w Lozannie.
W zakresie ekonomii jego najważniejsza praca to Wykłady z ekonomii politycznej (1896), a w socjologii Traktat o socjologii ogólnej (1916). Pareto rozszerzył zastosowania metod matematycznych w ekonomii oraz rozwinął pojęcie ogólnej równowagi ekonomicznej. Zajmował się też badaniami podziału dobrobytu.
Z równowagą ogólną wiąże się pojęcie tzw. optymalności Pareta (lub inaczej – optimum w sensie Pareta), oznaczające sytuację gdy nie jest możliwa realokacja zasobów, powiększająca dobrobyt którejkolwiek jednostki bez jednoczesnego zmniejszenia dobrobytu innej jednostki.
W socjologii jego osiągnięciem było sformułowanie teorii krążenia elit, a także teorii rezyduów i derywacji.

## Życiorys
Pareto urodził się w Paryżu w domu przy ulicy Guy La Brosse, pod numerem 10. Pochodził z rodziny kupieckiej, jego dziadek Giovanni Lorenzo Bartolomeo został nobilitowany w 1792 roku do tytułu markiza. Był żarliwym republikaninem, zajmował wysokie stanowiska podczas rządów napoleońskich. Giovanni przekazał swojemu synowi, Raffaellemu Paretowi poglądy polityczne. Ten jednak oprócz udziału w powstaniu Mazziniego, nie był tak zaangażowany politycznie jak ojciec. Uprawiał zawód inżyniera budownictwa, interesowała go bardzo hydrologia, z dziedziny której ogłosił kilka doniosłych artykułów. Od 1836 do 1855 Raffaelle przeniósł się z Francji, gdzie chwilowo emigrował po nieudanym powstaniu, do rodzinnych Włoch.
Vilfredo znający równie dobrze język włoski, jak i francuski, dostał staranne wykształcenie w turyńskiej szkole średniej. Po ukończeniu jej z dobrymi ocenami, dostał się do Szkoły Politechnicznej, aby – podobnie jak jego ojciec – zostać inżynierem budownictwa. Jego kolegą podczas studiów był między innymi Galileo Ferraris, późniejszy odkrywca zjawiska wirowania pola magnetycznego. Vilfredo ukończył uczelnię pracą magisterską O podstawowych zasadach równowagi ciał stałych. Ojciec Vilfreda pracował na stanowisku wysokiego urzędnika w Piemoncie, skąd został przeniesiony do Rzymu. Od 1870 do 1873 Vilfredo pracował na stanowisku inżyniera-konsultanta linii kolejowej w prowincji Emilia-Romania. Dzięki rodzinnym koneksjom Vilfredo został dyrektorem spółki wytwarzającej wyroby żelazne. W tym czasie wiele podróżował, poznawał doktryny ekonomiczne (zainteresował go leseferyzm) i gospodarcze (liberalizm).
Był w tym okresie – jak ojciec i dziadek – zdecydowanym republikaninem, występował w obronie wolnego handlu, wolnej konkurencji, popierał pacyfizm, powszechne prawo wyborcze i powszechne nauczanie.
W 1876 roku upadł prawicowy rząd we Włoszech, na scenie politycznej dominowały umiarkowane ugrupowania lewicowe, zniosły one wolny handel i zaangażowały Włochy w wyścig kolonialny w Afryce. W tym momencie poglądy Vilfreda uległy radykalnej przemianie. Zaczął pisywać zjadliwe felietony do czasopism, wyśmiewając rząd. Po śmierci ojca (1882) i matki (1889) zmienił całe swoje dotychczasowe życie. Ustąpił z dyrektorskiego stanowiska, czytał w siedmiu językach, pisał zjadliwe komentarze antyrządowe do gazet.
Skutkiem jednej z publikacji był zakaz publicznych wystąpień. Od tego czasu publikował w fachowych pismach w znacznie spokojniejszym tonie artykuły wskazujące, według niego, na bezcelowość socjalizmu.
Przyjaźnił się w tym czasie również z wieloma ekonomistami i socjologami, dzięki jednemu z nich otrzymał w wieku 46 lat katedrę ekonomii politycznej.
W okresie działalności dydaktycznej publikował wiele artykułów i książek – w 1902 roku ukazała się Les systemes socialistes. Cztery lata później zakończył karierę uniwersytecką, a ostatnie lata życia spędzał jako samotnik cierpiąc na chorobę serca i chroniczną bezsenność. Z powodu jego cierpkiego poczucia humoru, gwałtownych wybuchów, jadowitych obelg przestali odwiedzać go nawet najbliżsi koledzy.
Pracę nad Traktatem o socjologii ogólnej kończył tylko w towarzystwie swoich kotów.
Pareto zmarł 19 sierpnia 1923 roku w wieku 75 lat. Pochowano go na cmentarzu w Céligny.

## Zasada Pareta
Vilfredowi Paretowi powszechnie przypisuje się sformułowanie tzw. „zasady Pareta”, nazywanej też „zasadą 20/80” i mającej szerokie zastosowanie w ekonomii i zarządzaniu. Zgodnie z nią rozkład wielu cech przyjmuje stosunek 20 do 80%, np. około 80% przychodów przedsiębiorstwa generowanych jest przez około 20% jego klientów, lub 20% czasu poświęcanego pracy generuje 80% efektów tej pracy.
Zasada ta nie pochodzi jednak od Vilfredo Pareta, lecz od amerykańskiego teoretyka zarządzania Josepha Jurana. W 1951 r. opublikował Quality Control Handbook, w którym zawarł zasadę „kluczowych nielicznych i błahych licznych” (vital few and trivial many), mającą ujmować złą dystrybucję większości zasobów. Juran ujął tę zasadę jako pewne uniwersalne prawo odnoszące się do alokacji zasobów. W podawanych przykładach, wskazał m.in., iż Vilfredo Pareto zajmował się kwestią nierównej dystrybucji bogactwa, nazywając zasadę 20/80 „zasadą Pareta”. Zrodziło to powszechne, błędne mniemanie, iż zasada ta wywodzi się od Pareta. Po latach Juran zaznaczył, że przypisanie takie jest błędne i jego źródłem jest nieprecyzyjny styl podręcznika. Zasada „kluczowych nielicznych i błahych licznych” została zaobserwowana przez wiele osób, na długo przed Paretem. Jako uniwersalną zasadę sformułował ją dopiero Juran.

## Pareto jako socjolog
Według Pareta na kierunek rozwoju społeczeństw wpływ ma wiele czynników o odmiennym charakterze (gospodarczym, politycznym, religijnym, moralnym). U podstaw istnienia wielu rozbieżnych teorii socjologicznych leży sprowadzanie tej wielości do jednego czynnika, co rodzi jednak błąd redukcjonizmu. Właściwą metodą badań społecznych jest metoda logiczno-eksperymentalna, polegająca na obserwowaniu zjawisk, odkrywaniu regularności i rozciąganiu (na drodze dedukcji) uzyskanej wiedzy na inne dziedziny.
Domeną socjologii są badania nad pozalogicznymi działaniami ludzi. To one są bowiem podstawowym składnikiem życia społecznego. Działania pozalogiczne mają swe źródło w określonych stanach psychicznych jednostek.
Działania ludzkie to obserwowalne zachowania, ale także teorie, za pomocą których jednostka uzasadnia, innym bądź sobie samej, swoje takie, a nie inne postępowanie. Według Pareta u podłoża działań leżą „rezydua”, czyli rodzaj trwałych dyspozycji psychicznych. Ich rezultatem są „derywacje”, czyli zmienne elementy działań, m.in. uzasadnienia działań i ideologie.
Właściwym źródłem równowagi społecznej jest konflikt i walka pomiędzy przeciwstawnymi siłami społecznymi. Działania te mogą być obiektywnie logiczne (gdy rzeczywiście są zdolne osiągnąć cel, do którego zmierzają), bądź subiektywnie logiczne (gdy jednostka wierzy w ich skuteczność). Większość działań podejmowanych przez jednostkę jest jednak nielogiczna i nie przybliża jej do realizacji zamierzonych celów (są to np. działania magiczne, utopijne, realne, bądź oparte na przesądach).
Pareto jest również autorem teorii krążenia elit opisującej zasady rządzące elitami w społeczeństwach ludzkich. Pareto uważał, że elita jest złożona z tych ludzi, którzy w danej dziedzinie działania osiągają najwyższe wskaźniki. Odchodził zatem zarówno od tradycyjnego rozumienia elity jako arystokracji, jak i od utożsamiania elit wyłącznie z elitami rządzącymi.

## Wybrane publikacje
- 1896-1897 Cours d’économie politique
- 1902 Les systémes socialistes
- 1906 Manuale d’economia polititica
- 1911 Le mythe vertuiste et la littérature immorale – zur literarischen Zensur
- 1911 Der Tugendmythos und die unmoralische Literatur, 1968
- 1916 Trattato di sociologia generale
- 1916 Allgemeine Soziologie, 1955, ISBN 3-89879-144-0.
- 1920 Fatti e teorie
- 1921 Trasformazione della democrazia